# Pierre Didot
Pour les articles homonymes, voir Didot.
Pierre Didot, dit « Didot l'aîné, », né le 23 janvier 1761 à Paris et mort le 31 décembre 1853 dans la même ville, est un imprimeur français.

## Biographie
Fils aîné de François-Ambroise Didot, il lui succède comme imprimeur en 1789 et continue l'impression de volumes dont les caractères sont gravés par son frère, Firmin Didot.
À la suite du décret du 29 septembre 1790, Pierre Didot est chargé de l'impression des deuxièmes séries et suivantes des assignats, au détriment de l'Imprimerie royale dirigée par Anisson-Dupéron.
Ses presses sont placées au Louvre comme récompense nationale, et il donne la collection in-fol. dite « du Louvre », où l'on admire, entre autres ouvrages, le Virgile, in-fol. (1798), l’Horace, in-f. (1799), le Racine, 3 v. in-f., avec gravures d'après les plus grands maîtres (1801-1805), et le La Fontaine.
Son fils, Jules Didot, lui succède.

## Distinctions
- Chevalier de l'ordre de la Réunion